# Iwaoa reticulata
Iwaoa reticulata is een slakkensoort uit de familie van de Horaiclavidae. De wetenschappelijke naam van de soort is voor het eerst geldig gepubliceerd in 1953 door Kuroda.